# Erhard-Weigel-Gesellschaft
Die Erhard-Weigel-Gesellschaft e. V. ist eine am 11. Dezember 2003 gegründete wissenschaftliche Gesellschaft mit Sitz in Jena. Als gemeinnütziger Verein verfolgt sie das Ziel, „die Gelehrtenrepublik der Frühen Neuzeit unter besonderer Bezugnahme auf Leben und Werk von Erhard Weigel zu erforschen“. Zu diesem Zweck organisiert sie Vorträge, fördert Studien zum genannten Themenbereich, gibt Publikationen heraus, unterstützt Ausstellungen, kooperiert mit Institutionen und Gesellschaften ähnlicher Zielrichtung und veranstaltet in regelmäßigen Abständen Tagungen, die sich jeweils einzelnen thematischen Aspekten aus dem Wirken Erhard Weigels widmen. 

## Vorstand
- Vorsitzender:  Klaus-Dieter Herbst, Jena
- Stellvertreter: Thomas Behme, Berlin
- Schatzmeister: Stefan Kratochwil, Jena

## Publikationen
- Reinhard E. Schielicke (Hrsg.): Erhard Weigel – 1625 bis 1699. Barocker Erzvater der deutschen Frühaufklärung. Beiträge des 1. Weigel-Kolloquiums anlässlich des 300. Todestages von Erhard Weigel am 20. März 1999 in Jena. Frankfurt am Main, 1999  (Online, PDF-Datei. Abgerufen am 3. Februar 2014.)
- Stefan Kratochwil (Hrsg.): Philosophia mathematica. Die Philosophie im Werk von Erhard Weigel. Beiträge des 2. Weigel-Kolloquiums anlässlich des 375. Geburtstages von Erhard Weigel am 15. Dezember 2000 in Jena. Jena, 2005
- Klaus-Dieter Herbst; Stefan Kratochwil (Hrsg.): Kommunikation in der Frühen Neuzeit. Beiträge des 4. Weigel-Kolloquiums am 15. & 16. Dezember 2006 in Jena. Frankfurt am Main, 2009
- Klaus-Dieter Herbst; Helmut G. Walther (Hrsg.): Idea matheseos universae. Ordnungssysteme und Welterklärung an den deutschen Universitäten in der zweiten Hälfte des 17. Jahrhunderts. Beiträge des 5. Weigel-Kolloquiums am 20. und 21. November 2008 in Jena. Stuttgart, 2012
- Klaus-Dieter Herbst (Hrsg.): Erhard Weigel (1625–1699) und die Wissenschaften. Beiträge des 6. Weigel-Kolloquiums am 10. Dezember 2011 in Jena. Frankfurt am Main, 2013